# Кактовик (Аљаска)
Кактовик (енгл. Kaktovik) град је у америчкој савезној држави Аљаска.

## Демографија
По попису из 2010. године број становника је 239, што је 54 (-18,4%) становника мање него 2000. године.
| Група             | 2000.      | 2010.      |
| Белци             | 43 (14,7%) | 24 (10,0%) |
| Афроамериканци    | 0 (0,0%)   | 0 (0,0%)   |
| Азијати           | 1 (0,3%)   | 0 (0,0%)   |
| Хиспаноамериканци | 0 (0,0%)   | 0 (0,0%)   |
| Укупно            | 293        | 239        |